# Novotny Emil Róbert
Novotny Emil Róbert (Marosvásárhely, 1898. január 1. – Budapest, 1975. augusztus 15.) magyar festő, grafikus, Munkácsy Mihály-díjas (1957), érdemes művész (1968), Novotny Gergely édesapja.

## Életpályája
Tanulmányait 15 éves korában kezdte. Kernstok Károlynál tanult a Szegfű utcai művészházban, majd 1914-ben az Iparrajziskolán és 1915-ben a Képzőművészeti Főiskolán Vaszary János és Balló Ede növendékeként folytatta. Ezután  ismét Kernstok irányításával, a Haris közi szabadiskolájában tanult. Nyaranta megfordult a nyergesújfalui művésztelepen is. 1920–1923 között Olaszországban élt. Előbb mint keramikus, aztán mint bronzöntő munkás dolgozott. Itáliai tartózkodása döntő hatással volt festészetére, sok olajképet, akvarellt, rajzvázlatot készített. 1925-ben fél évet a nagybányai szabadiskolában töltött. Ugyanebben az évben lett a KUT-csoport (Képzőművészek Új Társasága) tagja és a KUT-csoport kiállításainak rendszeresen résztvevője. A Szinyei Társaságnak is a tagja lett. Linóleummetszetei 1928-ban albumban jelentek meg. 1939-ben ismét Olaszországban dolgozott.
1945 után Zsennyén, Hódmezővásárhelyen, Mártélyon festett. Számos egyéni és kollektív tárlaton mutatta be munkáit.

## Emlékezete
Sírja a Farkasréti temetőben található.

## Egyéni kiállításai
- 1924 • Nemzeti Szalon, Budapest (kat.) [Deli Antallal]
- 1926 • Nemzeti Szalon, Budapest (kat.) [Scheiber Hugóval, Bor Pállal, Gráber Margittal]
- 1929 • Tamás Galéria, Budapest (kat.) [Székessy Zoltánnal]
- 1934 • Ernst Múzeum, Budapest (kat.) [Vörös Gézával]
- 1937 • Tamás Galéria, Budapest (kat.) [Szervátiusz Jenővel]
- 1938 • Nemzeti Szalon, Budapest (kat.) [Hincz Gyulával]
- 1939 • Nemzeti Szalon, Budapest (kat.) [Klie Zoltánnal]
- 1941 • Nemzeti Szalon, Budapest (kat.) [Andrássy Kurta Jánossal]
- 1944 • Műbarát (kat.) [Gráber Margittal]
- 1947 • Fővárosi Népművelési Központ [Kocsis Andrással]
- 1957, 1964 • Fényes Adolf Terem, Budapest (kat.)
- 1966 • Móra Ferenc Múzeum, Szeged
- 1973 • Csók Galéria, Budapest (kat.)
- 1975, 1985 • Tornyai János Múzeum, Hódmezővásárhely (kat.)
- 1986 • Művésztelepi Galéria, Szentendre (kat.)
- 1998 • Jubileumi emlékkiállítás, Hódmezővásárhely.

## Válogatott csoportos kiállításai
- 1918 • Haris köz, Kernstok Szabadiskola
- 1924–1943 • A Képzőművészek Új Társasága kiállításai
- 1926 • Téli Tárlat, Műcsarnok, Budapest
- 1927 • Szinyei Társaság fiataljai, Nemzeti Szalon, Budapest
- 1929 • Modern magyar festők, Tamás Galéria, Budapest
- 1938 • Balatonarácsi művészek, Nemzeti Szalon, Budapest
- 1939 • Modern Hungarian Painting, Delphic Studios, New York
- 1945 • Nemzeti Parasztpárt kiállítása, Művészeti és Kereskedelmi Intézet • Az Első Szabad Nemzeti Kiállítás, régi Műcsarnok, Budapest
- 1948 • Magyar Hét, Bulgária
- 1951 • XI. kerületi képzőművészek kiállítása, Fővárosi Képtár, Budapest
- 1953–1975 • A Vásárhelyi Őszi Tárlat kiállításai, Hódmezővásárhely

## Művei közgyűjteményekben
Ferenczy Múzeum, Szentendre
Móra Ferenc Múzeum, Szeged
Magyar Nemzeti Galéria, Budapest
Tornyai János Múzeum, Hódmezővásárhely.

## Díjai, elismerései
- Munkácsy Mihály-díj  (1957)
- Érdemes művész (1968)
- Nemes Marcell-díj (1942)
- Szinyei Társaság tájképdíja (1942)
- Hódmezővásárhelyi Tornyai-plakett (1958)
- Munka Érdemrend arany fokozata (1973)